# Parc Nacional de Grand Teton

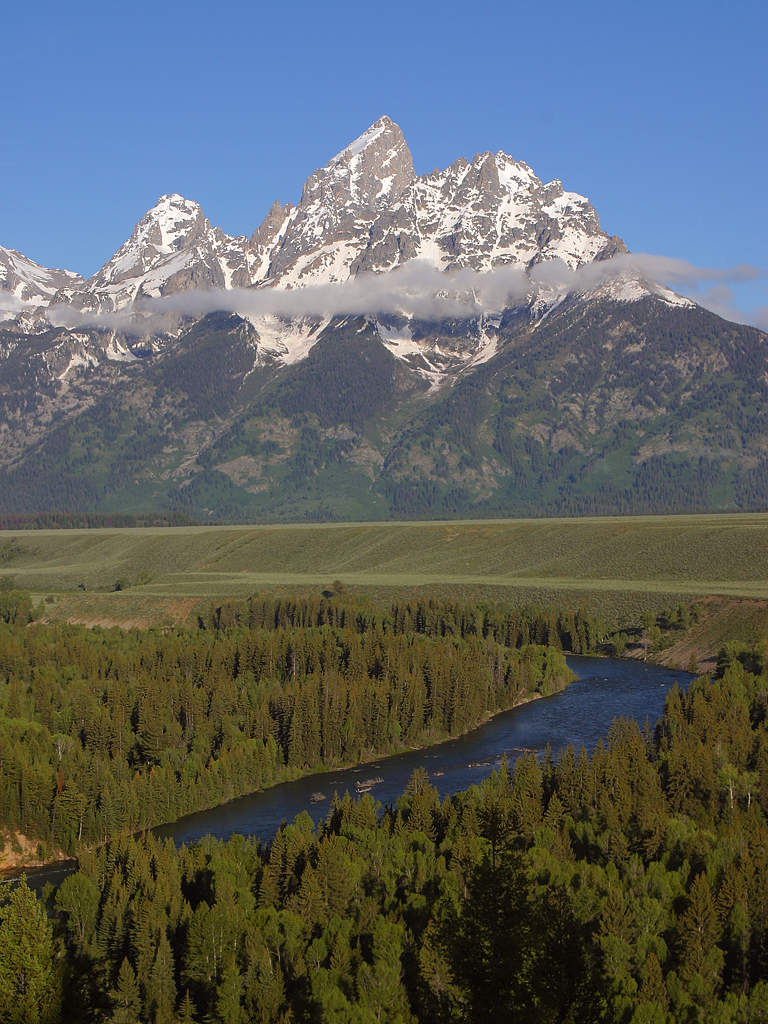
Grand Teton

El Parc Nacional de Grand Teton és un parc nacional dels Estats Units situat a l'oest de l'estat de Wyoming, al sud del Parc Nacional de Yellowstone.
Rep el nom de les muntanyes Grand Teton, que dominen el parc. El nom d'aquestes prové d'un mot francès per dir pit, probablement referint-se a la forma dels pics. Fou establert com a parc nacional el 26 de febrer de 1929. Abraça una àrea d'1,255 km². El seu punt culminant és el Grand Teton amb 4.197 m d'altitud.
La presència paleoíndia al que ara és el Parc Nacional de Grand Teton es remunta a més d'11.000 anys.El clima de la vall de Jackson Hole en aquella època era més fred i més alpí que el clima semiàrid que es troba avui, i els primers humans van ser caçadors-recol·lectors migratoris que passaven els mesos d'estiu a Jackson Hole i hivernaven a les valls a l'oest de Teton Rang.